# IEEE 802.11
IEEE 802.11 of wifi omvat een verzameling van standaarden voor draadloze netwerken (Wireless LAN), ontwikkeld door groep 11 van het IEEE LAN/MAN standaarden-comité (IEEE 802). De term IEEE 802.11 wordt ook gebruikt om naar de originele standaard 802.11 te verwijzen die we tegenwoordig "802.11 legacy" noemen.
De huidige 802.11-familie omvat 6 draadloze modulatie-technieken die allemaal hetzelfde protocol gebruiken. De op dit moment populairste (en meest productieve) technieken zijn omschreven in de a-, b-, g-, n- en ac-uitbreidingen op de originele standaard. Een veiligheidsprotocol werd toegevoegd en later verbeterd door de 802.11i-toevoeging. Andere standaarden (c–f, h–j) uit dezelfde familie zijn verbeteringen en uitbreidingen of correcties van vorige specificaties. 802.11b was de eerste standaard die door een breed publiek gebruikt werd, gevolgd door 802.11a, 802.11g en 802.11n.
802.11b, 802.11g en 802.11n gebruiken de vrije (geen licentie nodig) 2,4 gigahertzband (die behoort tot de UHF-band). De 802.11a- en 802.11n-standaard gebruiken de 5GHz-band (die behoort tot de SHF-band; UHF en SHF zijn beide microgolven). De 802.11n-standaard kan dus in beide frequenties werkzaam zijn en als dit gelijktijdig gebeurt spreekt men over dualband. Omdat er voor de 2,4GHz-band bijna geen regelgeving bestaat kan 802.11b- en 802.11g-apparatuur soms storingen (interferentie) ondervinden van apparaten die dezelfde band gebruiken, zoals onder andere magnetrons en draadloze telefoons.

## Protocollen

### 802.11 legacy
De originele versie van de standaard, vastgelegd in 1997, specificeert 2 snelheden: 1 en 2 megabits per seconde te verzenden met signalen in de "Industrial Scientific Medical frequency band" op de frequentie 2,4 GHz. Infrarood is nog steeds een deel van de standaard maar heeft geen bestaande implementaties.
De originele 802.11 definieert daarnaast Carrier Sense Multiple Access with Collision Avoidance (CSMA/CA) als het netwerkprotocol. Een belangrijk deel van de beschikbare capaciteit per kanaal wordt daarbij gebruikt om de betrouwbaarheid van verzonden data te garanderen onder diverse omgevingscondities.
Ten minste vijf verschillende (min of meer compatibele) commerciële producten gebruikten de originele standaard. Producten van bedrijven zoals Alvarion (PRO.11 en BreezeAccess-II), Netwave Technologies (AirSurfer Plus en AirSurfer Pro) en Proxim (OpenAir). Een tekortkoming van de originele standaard is dat deze zo vrij was dat onderlinge compatibiliteit soms erg moeilijk te realiseren was. Het is meer een "meta-specificatie" dan een nauwkeurige en duidelijke specificatie. Hierdoor konden individuele commerciële bedrijven hun producten flexibel differentiëren. Legacy 802.11 werd snel aangevuld door 802.11b.

### 802.11b
In 1999 werd de 802.11b-toevoeging goedgekeurd. 802.11b heeft een maximale doorvoersnelheid van 11 megabit per seconde (Mbit/s). Door CSMA-/CA-protocol overhead wordt in de praktijk 5,9 Mbit/s gehaald met TCP en 7,1 met UDP.
802.11b-producten verschenen zeer snel op de markt omdat 802.11b een directe uitbreiding was van de DSSS (Direct-sequence spread spectrum) modulatietechniek die gedefinieerd was in de originele standaard. Feitelijk gebruikt de 802.11b-standaard Complementary code keying (CCK) als modulatietechniek, een variant op CDMA. Hierdoor konden chipsets en producten gemakkelijk opgewaardeerd worden met de verbeteringen omschreven in de 802.11b standaard. De sterk verbeterde doorvoersnelheid (11 Mbit/s in plaats van 1 of 2) zorgde ervoor dat 802.11b snel geaccepteerd werd als de blijvende standaard voor draadloze netwerktechnologie.
802.11b wordt meestal gebruikt in een point-to-multipoint-configuratie (1 punt naar meerdere punten), waarbij één accesspoint (draadloos toegangspunt) via een omni-directionele antenne communiceert met andere clients die in het bereik zijn van het centrale accesspoint. Het bereik is ongeveer 30 m met 11 Mbit/s, maar je komt zelfs tot 90 m met 1 Mbit/s. Door high-gain-antennes te gebruiken (bundeling van straling, ook wel bekend als de beroemde Pringles-bus-antennes) kunnen zelfs point-to-point-verbindingen opgezet worden tot een afstand van ongeveer 8 km. De records liggen zelfs op 120 km, maar hierbij is gebruikgemaakt van speciale antennes, zeer gevoelige ontvangers, goede weersomstandigheden en line of sight. Deze worden dan gebruikt om dure huurlijnen of omslachtige microgolf-apparatuur te vervangen. De antennes gaan in dit soort extreme gevallen overigens soms wel over de wettelijk toegestane grenzen heen voor antennestraling.
802.11b-kaarten halen een doorvoersnelheid van 11 Mbit/sec, maar kunnen terugschakelen naar 5,5 of 2 of 1 Mbit (dit staat bekend als Adaptive Rate Selection) als de signaal/ruis-kwaliteit te slecht wordt. Doordat de lagere doorvoersnelheden minder complexe en meer controletechnieken gebruiken, zijn ze minder gevoelig voor foutieve dataoverdracht. Sommige bedrijven hebben toevoegingen gedaan aan de 802.11b-standaard zoals "channel bonding" (bundelen van kanalen) en "transmission burst" om snelheden van 22, 33 en 44 Mbit/s te halen. Veel bedrijven noemen deze toevoegingen 802.11b+. Deze toevoegingen zijn echter propriëtair en nooit goedgekeurd door de IEEE. Daarnaast zijn ze overbodig geworden door de ontwikkeling van de nieuwere standaard 802.11g, die compatibel is met 802.11b en waarmee snelheden tot 54 Mbit/s gehaald kunnen worden.

#### Kanalen en onderlinge compatibiliteit
802.11b en 802.11g verdelen het wifi-spectrum in 14 overlappende kanalen waarvan het centrum van elk kanaal 5 megahertz van elkaar ligt. Het is een bekende misvatting dat de kanalen 1, 6 en 11 elkaar niet zouden overlappen en dat ze dus gebruikt zouden kunnen worden om drie aparte verbindingen tegelijk te vormen, die elkaar niet storen. Dat is te eenvoudig gesteld. De 802.11b- en 802.11g-standaarden specificeren niet de breedte (in megahertz) maar wel de centrum-frequentie en een spectrummasker (spectral mask) voor elk kanaal. Het spectrummasker van 802.11b schrijft voor dat het signaal ten minste 30 dB verzwakt moet zijn tegenover de piekenergie op ± 11 MHz van de centrum-frequentie en ten minste 50 dB bij ± 22 MHz van de centrumfrequentie.
Omdat het spectrummasker enkel het vermogen specificeert tot 22 MHz vanaf de centrumfrequentie, gaan sommigen er onterecht van uit dat het vermogen van het kanaal niet verder uitgezonden wordt dan binnen deze 22 MHz. In werkelijkheid is dat wel zo. Indien men een sterke zender gebruikt kan het signaal voorbij de 22 MHz zelfs nog behoorlijk sterk zijn. Daarom is het niet correct te stellen dat kanalen 1, 6 en 11 niet overlappen. Het is beter te stellen dat kanalen 1, 6 en 11 voldoende van elkaar gescheiden zouden moeten zijn om zo weinig mogelijk interferentie te veroorzaken met een ander kanaal. Dit is dus niet altijd waar: een krachtige zender op kanaal 1 kan een zwakke zender op kanaal 6 overstemmen. Bij laboratoriumtests is zelfs aangetoond dat kanaal 1 en kanaal 11 elkaar lichtjes kunnen storen.
Toch verdient de 1-6-11 regel sterke aanbeveling. Indien zenders dichter bij elkaar gezet worden dan 1-6-11 (bijvoorbeeld 1, 4, 7 en 10) dan zal de frequentie-overlap waarschijnlijk onaanvaardbare degradatie in de signaalkwaliteit en doorvoersnelheid veroorzaken.
De toegelaten kanalen verschillen van land tot land. In Amerika bijvoorbeeld schrijft de FCC voor dat enkel kanalen 1 tot 11 gebruikt mogen worden.
In Europa zijn de kanalen 1-13 beschikbaar voor 802.11b, maar is het uitgezonden vermogen wat beperkt (slechts 100 mW) om de Interferentie met andere kanalen te verminderen.
Kanalen 10 en 11 zijn de enige kanalen die overal ter wereld werken omdat in Spanje de kanalen 1 tot 9 niet gebruikt mogen worden voor 802.11b.
De volledige frequentielijst van EEE STD 802.11b-1999/Cor 1-2001 ziet er als volgt uit:
| Kanaal | MHz  | VS  | Canada | Europa   | Spanje | Frankrijk | Japan | Japan |
|        |      | X10 | X20    | ETSI X30 | X31    | X32       | X40   | X41   |
| ------ | ---- | --- | ------ | -------- | ------ | --------- | ----- | ----- |
| 1      | 2412 | x   | x      | x        |        | x         |       | x     |
| 2      | 2417 | x   | x      | x        |        | x         |       | x     |
| 3      | 2422 | x   | x      | x        |        | x         |       | x     |
| 4      | 2427 | x   | x      | x        |        | x         |       | x     |
| 5      | 2432 | x   | x      | x        |        | x         |       | x     |
| 6      | 2437 | x   | x      | x        |        | x         |       | x     |
| 7      | 2442 | x   | x      | x        |        | x         |       | x     |
| 8      | 2447 | x   | x      | x        |        | x         |       | x     |
| 9      | 2452 | x   | x      | x        |        | x         |       | x     |
| 10     | 2457 | x   | x      | x        | x      | x         | x     | x     |
| 11     | 2462 | x   | x      | x        | x      | x         | x     | x     |
| 12     | 2467 |     |        | x        |        | x         |       | x     |
| 13     | 2472 |     |        | x        |        | x         |       | x     |
| 14     | 2484 |     |        |          |        |           | x     |       |

Kanaal 14 wordt (waar het beschikbaar is) enkel gebruikt voor 802.11b.

### 802.11a
De 802.11a-toevoeging werd goedgekeurd in 1999. De 802.11a-standaard gebruikt hetzelfde kernprotocol als de originele standaard, gebruikt de 5GHz-band, en gebruikt 52-subcarrier orthogonal frequency-division multiplexing (OFDM). Theoretisch is de maximale doorvoersnelheid 54 Mbit/s, maar meestal worden snelheden tussen 20 en 30 Mbit/s gehaald. Indien 54 Mbit/s niet haalbaar is, dan kan de datarate teruggeschakeld worden naar 48, 36, 24, 18, 12, 9 en 6 Mbit/s. 802.11a heeft 12 niet-overlappende kanalen, 8 voor binnenhuisgebruik en 4 voor point-to-pointverbindingen. 802.11a- en 802.11b-apparatuur kan niet samenwerken, tenzij apparatuur beide implementaties ondersteunt.
Omdat de 2,4GHz-band het meest gebruikt wordt, heeft de 5GHz-band het voordeel van minder interferentie. Maar deze hoge frequentie heeft ook zijn nadelen. 802.11a kan bijna uitsluitend gebruikt worden als de antennes elkaar rechtstreeks kunnen zien (line of sight), er zijn soms dus meerdere toegangspunten nodig. 802.11a reikt niet zo ver als 802.11b bij het gebruik van eenzelfde vermogen, doordat de hogere frequentie bij hetzelfde vermogen sneller geabsorbeerd wordt door obstakels.

### 802.11g
Een derde modulatiestandaard werd goedgekeurd in juni 2003: 802.11g. Deze standaard werkt in de 2,4GHz-band (net als 802.11b), maar heeft een theoretische maximale doorvoersnelheid van 54 Mbit/s. Maar net zoals bij 802.11a worden meestal snelheden rond de 25 Mbit/s gehaald. 802.11g is volledig compatibel met de 802.11b-standaard. De standaarden b en g goed samen laten werken was een slepend technisch proces. In oudere 802.11g-netwerken veroorzaakt de aanwezigheid van een 802.11b-deelnemer duidelijke vertragingen.
De modulatietechniek van 802.11g is OFDM voor datarates van 6, 9, 12, 18, 24, 36, 48 en 54 Mbit/s, en gebruikt (net als 802.11b) CCK voor 5,5 en 11 Mbit/s, en DBPSK/DQPSK+DSS voor 1 en 2 Mbit/s. Zelfs terwijl 802.11g in dezelfde frequentieband opereert als 802.11b, kan het hogere data-rates halen, vanwege zijn gelijkenis met 802.11a. Het maximumbereik van 802.11g-devices is iets groter dan dat van 802.11b-devices, maar het bereik waarin een cliënt de volledige dataratesnelheid (54 Mbit/s) kan halen is veel kleiner dan die bij 802.11b.
De 802.11g-standaard werd voor het eerst in consumentenapparatuur toegepast in januari 2003, nog voordat de standaard werd goedgekeurd. Maar bedrijven hapten nog niet toe, en ook Cisco en andere belangrijke producenten wachtten op goedkeuring. In de zomer van 2003 regende het aankondigingen. Veel 802.11a/b-producten werden vervangen door 802.11a/b/g-producten.
Ondanks zijn acceptatie heeft 802.11g last van dezelfde interferentie als 802.11b; beide opereren in dezelfde 2,4GHz-band en hebben soms last van apparaten als magnetrons, Bluetooth-devices en draadloze telefoons.

#### Non-Standard Channel Bonding
Chipbouwer Atheros verkoopt bij sommige van zijn draadloze netwerkkaarten en toegangspunten een proprietary feature die verschillende kanalen met elkaar verbindt, getiteld Super G. De bedoeling is dat hiermee de snelheid wordt opgestuwd tot 108 Mbit/s. Ook het bereik is 4x die van 802.11g en 20x die van 802.11b. Deze techniek kan leiden tot interferentie met andere netwerken, en werkt bovendien lang niet met alle 802.11b- en 802.11g-cliëntnetwerkkaarten. Atheros is hier overigens allang niet meer de enige mee: er bestaan nog andere, concurrerende packet bursting techniques in chipsets, die op dezelfde manier de snelheid verhogen. De compatibiliteit van dit soort technieken is helaas soms ver te zoeken. Broadcom, een andere chipbouwer, heeft bijvoorbeeld 125 High Speed Mode en Linksys SpeedBooster.

### 802.11n
De IEEE kondigde in januari 2004 aan dat het een nieuwe 802.11-werkgroep gevormd had om een nieuwe toevoeging aan de 802.11-standaard voor te bereiden. Het officiële doel was dat de datadoorvoer (technisch gedefinieerd als de doorvoer boven de Medium Access Controller (MAC)) een theoretische 100 Mbit/s moest halen (wat een snelheid van minstens 130 Mbit/s op de fysieke layer vereist).
Voor marketingdoeleinden wordt echter gemikt op minimaal 5 maal de snelheid van de huidige 802.11a en 802.11g, die op hun beurt weer 5 maal sneller zijn dan 802.11b wat op zijn beurt weer ongeveer 5 maal sneller is dan de originele 802.11-specificatie. Voornamelijk om de makers van mobiele telefoons tegemoet te komen is de minimale vereiste doorvoer op de fysieke laag echter niet hoger dan 65 Mbit/s voor terminals (voor access points is dit 130 Mbit/s).
De primaire onderliggende techniek is een combinatie van MIMO, Multiple Input Multiple Output en de nu in de specificatie vastgelegde channelbonding, gecombineerd met efficiëntere aggregatie methoden in de MAC laag. Het gebruik van MIMO vergt meerdere antennes waarover meerdere (maximaal 4) datastromen parallel worden verstuurd. De bonding van maximaal twee kanalen verhoogt de datadoorvoer met een factor 2. De totale doorvoer in de fysieke laag is dus 8 maal zo hoog als in 802.11a.
Sinds ongeveer halverwege 2004 concurreerden twee voorstellen voor de 802.11n-standaard: WWise (ondersteund door bedrijven zoals Airgo Networks, Broadcom, Conexant, STMicroelectronics, Nokia, Motorola en Texas Instruments) en TGn Sync (ondersteund door onder andere Intel, Agere Systems, Atheros, Cisco, Nortel, Sony, Philips, Samsung en Toshiba). De strijd tussen deze twee kampen werd in januari 2006 beslecht met een compromis, dat als eerste kladstandaard als IEEE 802.11n werd aangenomen.
Die eerste draft leverde meer dan 10.000 opmerkingen en vragen op. Daarom werd een tweede kladversie gepubliceerd in januari 2007 die aangenomen werd op 12 maart 2007. De final approval van de 802.11n-standaard volgde uiteindelijk op 11 september 2009.
Op 14 april 2006 presenteerden Linksys, Netgear, Buffalo Technology, Belkin en D-Link de eerste pre-802.11n-routers, vaak gebaseerd op de Airgo-chipset. Later kwamen de meeste fabrikanten ook met draft-802.11n toestellen uit, maar hierover was de ontgoocheling vrij algemeen: de prestaties van de pre-802.11n-toestellen moeten zeker niet onderdoen voor hun recentere kladversiebroertjes. Vooral bij langere afstand zijn de pre-n-routers vlotter dan de klad-n-routers.
In januari 2007 kondigt Apple aan dat zijn meest recente Core 2 Duo-apparatuur pre-802.11n-compatibel is. Daarnaast brengen ze een Airport Extreme-router uit, die werkt volgens de pre-802.11n-standaard.

### 802.11ac
Vanaf 2012 werd de eerste 802.11ac-apparatuur uitgebracht. 802.11ac moet 1Gbps-snelheden bieden, deze snelheid wordt mogelijk door 8 antennes te gebruiken in plaats van de gebruikelijke twee tot vier en zal de 5GHz-band gebruiken met kanalen ter breedte van 80 tot 160 MHz. Ook werd in plaats van 64 QAM-modulatie, 256 QAM gebruikt.

### 802.11u
De IEEE 802.11u-standaard maakt roaming over wifinetwerken mogelijk. Apparaten kunnen automatisch herkennen of ze over een wifinetwerk kunnen roamen naar het internet.

## Snelheden
| 802.11-netwerkstandaard | 802.11-netwerkstandaard | 802.11-netwerkstandaard | 802.11-netwerkstandaard | 802.11-netwerkstandaard | 802.11-netwerkstandaard                     | 802.11-netwerkstandaard | 802.11-netwerkstandaard | 802.11-netwerkstandaard | 802.11-netwerkstandaard |
| 802.11 Protocol         | Uitgebracht             | Freq. (GHz)             | 802.11 (standaard)      | Bandbreedte (MHz)       | Datarate per stream (Mbit/s)                | Toegestane MIMO-streams | Modulatie               | Binnenshuis m           | Buitenshuis m           |
| ----------------------- | ----------------------- | ----------------------- | ----------------------- | ----------------------- | ------------------------------------------- | ----------------------- | ----------------------- | ----------------------- | ----------------------- |
| –                       | Juni 1997               | 2,4                     |                         | 20                      | 1, 2                                        | 1                       | DSSS, FHSS              | 20                      | 100                     |
| a                       | September 1999          | 5                       |                         | 20                      | 6, 9, 12, 18, 24, 36, 48, 54                | 1                       | OFDM                    | 35                      | 120                     |
| a                       | September 1999          | 3,7                     |                         | 20                      | 6, 9, 12, 18, 24, 36, 48, 54                | 1                       | OFDM                    | --                      | 5000                    |
| b                       | September 1999          | 2,4                     |                         | 20                      | 5.5, 11                                     | 1                       | DSSS                    | 38                      | 140                     |
| g                       | Juni 2003               | 2,4                     |                         | 20                      | 6, 9, 12, 18, 24, 36, 48, 54                | 1                       | OFDM, DSSS              | 38                      | 140                     |
| n                       | Oktober 2009            | 2,4/5                   | Wi-Fi 4                 | 20                      | 7.2, 14.4, 21.7, 28.9, 43.3, 57.8, 65, 72.2 | 4                       | OFDM                    | 70                      | 250                     |
| n                       | Oktober 2009            | 2,4/5                   | Wi-Fi 4                 | 40                      | 15, 30, 45, 60, 90, 120, 135, 150           | 4                       | OFDM                    | 70                      | 250                     |
| ac                      | 2014                    | 5                       | Wi-Fi 5                 | 20                      | tot 86,7                                    | 8                       | OFDM                    |                         |                         |
| ac                      | 2014                    | 5                       | Wi-Fi 5                 | 40                      | tot 200                                     | 8                       | OFDM                    |                         |                         |
| ac                      | 2014                    | 5                       | Wi-Fi 5                 | 80                      | tot 433,3                                   | 8                       | OFDM                    |                         |                         |
| ac                      | 2014                    | 5                       | Wi-Fi 5                 | 160                     | tot 866,7                                   | 8                       | OFDM                    |                         |                         |
| ax                      | 2018                    | 2,4/5(/6)               | Wi-Fi 6(E)              | 20                      |                                             | 8 (MU-MIMO)             | OFDMA, 1024-QAM         |                         |                         |
| ax                      | 2018                    | 2,4/5(/6)               | Wi-Fi 6(E)              | 40                      |                                             | 8 (MU-MIMO)             | OFDMA, 1024-QAM         |                         |                         |
| ax                      | 2018                    | 2,4/5(/6)               | Wi-Fi 6(E)              | 80                      | tot 600                                     | 8 (MU-MIMO)             | OFDMA, 1024-QAM         |                         |                         |
| ax                      | 2018                    | 2,4/5(/6)               | Wi-Fi 6(E)              | 160                     | tot 1200                                    | 8 (MU-MIMO)             | OFDMA, 1024-QAM         |                         |                         |
| ad                      | 2022                    | 2,4/5/6                 | Wi-Fi 7                 | 20-320                  | tot 2400                                    | 16 (MU-MIMO)            | OFDMA, 4096-QAM         |                         |                         |

Er is veel verwarring over de snelheid van 802.11-apparatuur. In advertenties en folders doet men alsof de vermelde snelheden vergelijkbaar zijn met bijvoorbeeld ethernet-snelheden. Ook in het bovenstaande wordt steeds gesproken over "doorvoersnelheid".
De snelheden 11 Mbps of 54 Mbps zijn echter geen doorvoersnelheden maar de maximale theoretische snelheden van het radiokanaal. De radioverbinding is half-duplex (de stations kunnen alleen om-en-om zenden, niet tegelijkertijd) en er gaat tijd verloren bij het omschakelen van richting. Bovendien komt er nog extra overhead bij door foutcorrectie en hertransmissie.
Al met al is de daadwerkelijke doorvoersnelheid maar hooguit de helft van deze radiokanaalsnelheid, en meestal minder.

### Super Wi-Fi
Super Wi-Fi is een term gekozen door de FCC voor proeven met een draadloos netwerkprotocol voor lange afstanden. Het doel van Super Wi-Fi is dat het in plaats van het normale wifibereik van 100 m tot wel 80 kilometers ver kan gaan.

## Certificatie
Omdat de IEEE enkel standaarden voorschrijft en geen toestellen test om te kijken of ze voldoen aan de standaard werd de Wi-Fi Alliance opgericht. Tegen betaling kunnen bedrijven lid worden en hun apparatuur laten testen. Zo goed als alle bedrijven die draadloze producten uitbrengen zijn lid van deze groep. Het wifihandelsmerk dat eigendom is van de groep mag gebruikt worden op apparatuur die getest en goedgekeurd is. Het is de bedoeling om onderlinge compatibiliteit te garanderen. Momenteel kan men met wifi refereren aan 802.11a of 802.11b of 802.11g. Vanaf de herfst 2003 omvat wifi ook de beveiligingsstandaard Wi-Fi Protected Access (WPA). Ten slotte kan wifi ook slaan op apparaten die de IEEE 802.11i-beveiligingsstandaard ondersteunen (beter bekend als WPA2). Producten die vermelden dat ze wifi-compatibel zijn moeten aangeven op welke frequentieband ze werken (2,4 of 5 GHz).

## Veiligheidsproblemen

### RC4-encryptie
IEEE 802.11 maakt gebruik van RC4-encryptie. Deze is kwetsbaar voor aanvallen berustend op statistische evaluatie van ontvangen pakketten. Dat maakt 802.11 als geheel ook kwetsbaar, omdat deze encryptievorm gebruikt wordt voor het Wired Equivalence Privacy protocol. Door genoeg informatie te verzamelen, kan het WEP-wachtwoord worden bepaald.
In combinatie met het Wi-Fi Protected Access (WPA)-systeem, dat Temporal Key Integrity Protocol (TKIP) gebruikt om zijn sleutels regelmatig te verversen, is RC4 een stuk veiliger. Dankzij de mogelijkheid tot het gebruik van alle tekens en symbolen, in tegenstelling tot WEP dat enkel hexadecimalen kan gebruiken (0-9 en A-F), kan de code niet eenvoudig worden gekraakt.
WPA3 is de huidige sterkste versleuteling. In de praktijk wordt echter veelal WPA2 gebruikt. Er is echter gebleken dat deze bij een eenvoudige sleutel (zoals "boekrol22") door het gebruik van meerdere computers in combinatie met grafische rekenkracht te kraken is. Ook kan een aanval op de sleutel worden gedaan met brute force door de sleutel te ontmaskeren met een database met wachtwoorden. Iemands straat, stad, achternaam of lievelingskleur is daarom een onveilige sleutel.
Om de netwerkbeveiliging nog te verbeteren, hebben instellingen als Mac-filtering een aanvullende waarde.
Met WPA3 kan een nieuwe versleutelingsstandaard waarmee hogere versleuteling als 128, 256 en zelfs 1024 bit tot de opties gebruikt worden. Het grote obstakel is dat hoe sterker de versleuteling, des te hoger de systeembelasting van de apparatuur.

### Wardrivingen open verbindingen
Met redelijk simpele software is het heel simpel vast te stellen of in de buurt zogeheten open wifi's aanwezig zijn, waardoor men niet alleen gratis toegang tot het internet heeft, maar onder omstandigheden vrije toegang tot het netwerk. Rondrijden met een laptop met wifikaart om dit soort open nodes te vinden, wordt wardriving genoemd.